# Кавара
Кавара (яп. 香春町 Кавара-мати) — посёлок в Японии, находящийся в уезде Тагава префектуры Фукуока. Площадь посёлка составляет 44,56 км², население — 10 972 человека (1 августа 2014), плотность населения — 246,23 чел./км².

## Географическое положение
Посёлок расположен на острове Кюсю в префектуре Фукуока региона Кюсю. С ним граничат города Китакюсю, Тагава, посёлки Фукути, Ото, Мияко и село Ака.

## Население
Население посёлка составляет 10 972 человека (1 августа 2014), а плотность — 246,23 чел./км². Изменение численности населения с 1980 по 2005 годы:
| 1980 | 14 716 чел. |  |
| 1985 | 15 245 чел. |  |
| 1990 | 14 476 чел. |  |
| 1995 | 13 892 чел. |  |
| 2000 | 13 104 чел. |  |
| 2005 | 12 369 чел. |  |

## Символика
Деревом посёлка считается гинкго, цветком — цветок сливы японской, птицей — Cettia diphone.